# Джонс, Диллон
Диллон Джонс (англ. Dillon Jones; род. 29 октября 2001, Колумбия) — американский профессиональный баскетболист, выступающий за клуб НБА «Оклахома-Сити Тандер». Играет на позиции лёгкого форварда.
Чемпион НБА сезона 2024/2025.

## Профессиональная карьера

### Оклахома-Сити Тандер / Блю (2024–настоящее время)
26 июня 2024 года Джонс был выбран под 26-м номером командой «Вашингтон Уизардс» на драфте НБА 2024 года. Права на его драфт были проданы позже в тот же день вместе с 51-м выбором на драфте 2024 года в «Нью-Йорк Никс» в обмен на права на драфт Кишона Джорджа. «Никс» немедленно обменяли Джонса в «Оклахому-Сити Тандер» на пять будущих выборов во втором раунде драфта. 6 июля он подписал многолетний контракт с «Тандер» и в течение своего дебютного сезона он несколько раз был направлен в «Оклахома-Сити Блю».

## Статистика

### Статистика в NCAA
| Сезон | Команда     | Conf    | Class | GP  | GS | MPG  | FG%  | 3P%  | FT%  | RPG  | APG | SPG | BPG | PPG  |
| --- | ----------- | ------- | ----- | --- | -- | ---- | ---- | ---- | ---- | ---- | --- | --- | --- | ---- |
| 2020/21 | Вебер Стэйт | Big Sky | FR    | 23  | 2  | 20,5 | 56,1 | 25,0 | 79,0 | 5,8  | 2,0 | 1,6 | 0,0 | 8,2  |
| 2021/22 | Вебер Стэйт | Big Sky | SO    | 33  | 32 | 33,9 | 54,1 | 35,4 | 80,0 | 10,6 | 2,5 | 1,8 | 0,1 | 12,6 |
| 2022/23 | Вебер Стэйт | Big Sky | JR    | 32  | 31 | 36,3 | 46,2 | 30,3 | 81,3 | 10,9 | 3,8 | 1,6 | 0,1 | 16,7 |
| 2023/24 | Вебер Стэйт | Big Sky | SR    | 31  | 31 | 37,0 | 48,9 | 32,4 | 85,7 | 9,8  | 5,2 | 2,0 | 0,1 | 20,8 |
| Всего | Всего       | Всего   | Всего | 119 | 96 | 32,8 | 49,9 | 32,0 | 82,3 | 9,6  | 3,5 | 1,7 | 0,1 | 15,0 |
| Наведите курсор мыши на аббревиатуры в заголовке таблицы, чтобы прочесть их расшифровку Статистика приведена с сайта sports-reference.com |             |         |       |     |    |      |      |      |      |      |     |     |     |      |